# Kemnath
Kemnath è un comune tedesco di 5 285 abitanti, situato nel land della Baviera.